# Phobetes caligatus
Phobetes caligatus là một loài tò vò trong họ Ichneumonidae.